# ميوكي ياناغيتا
ميوكي ياناغيتا (柳田 美幸) (11 أبريل 1981 في تشيغاساكي في اليابان – )؛ هي لاعبة كرة قدم كانت تلعب كلاعب وسط. ولعبت مع منتخب اليابان لكرة القدم للسيدات.

## وصلات خارجية
- ميوكي ياناغيتا على موقع الاتحاد الدولي (مؤرشف)  (الإنجليزية)
- ميوكي ياناغيتا على موقع قاعدة بيانات كرة القدم.إي يو (الإنجليزية)
- ميوكي ياناغيتا على موقع Soccerway.com (الإنجليزية)
- ميوكي ياناغيتا على موقع عالم كرة القدم.نت (الإنجليزية)
- ميوكي ياناغيتا على موقع اللجنة الأولمبية الدولية (الإنجليزية)
- ميوكي ياناغيتا على موقع أوليمبيديا (الإنجليزية)